# Ipoides leai
Ipoides leai är en insektsart som beskrevs av Evans 1934. Ipoides leai ingår i släktet Ipoides och familjen dvärgstritar. Inga underarter finns listade i Catalogue of Life.